# Mark Iuliano
Mark Iuliano (Cosenza, 12 d'agost de 1973) és un exfutbolista italià, que ocupava la posició de defensa.
Hi va destacar en la seua etapa a la Juventus FC, club en el qual hi va romandre entre 1996 i 2005, tot jugant 185 partits de Série A. El gener del 2005 marxa al RCD Mallorca, de la primera divisió espanyola. Al següent gener hi retorna al seu país, per militar a la Sampdoria genovesa.
Posteriorment milita a equips més modestos com la Messina i la Ravenna Calcio, en aquest darrer després de sis mesos sense equip. Al maig de 2008 dona positiu per cocaïna en un test antidopatge realitzat en el partit contra l'AC Cesena, de la Série B, tot sent desqualificat per dos anys.

## Selecció
Iuliano ha estat internacional amb Itàlia en 19 ocasions, tot marcant un gol. Va participar en el Mundial del 2002 i a l'Eurocopa del 2000.